# プラット・アンド・ホイットニー R-1830

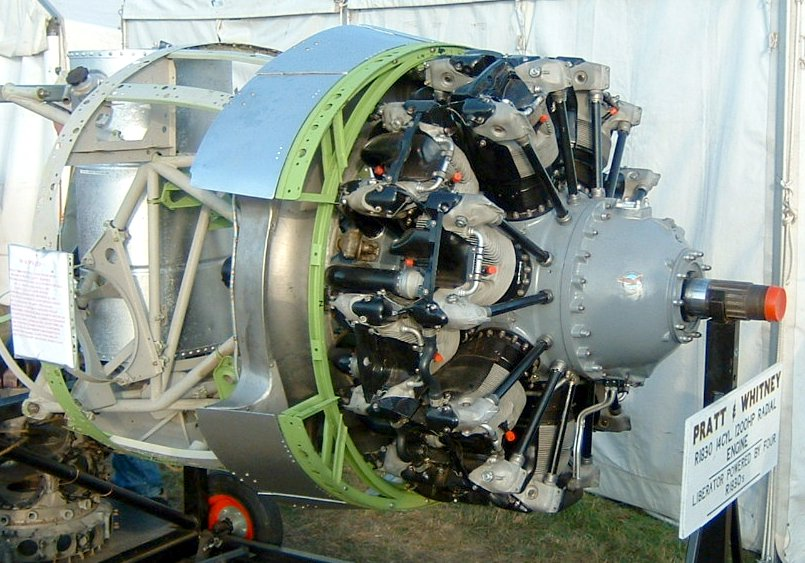
R-1830 ツインワスプ

R-1830（通称：ツインワスプエンジン）は、アメリカ合衆国のプラット・アンド・ホイットニーによって開発・製造された空冷二重星型14気筒の航空用エンジン。1930年代から1940年代にアメリカの航空機で広く使用された。
1,000馬力級エンジンとしてライト社のR-1820とは市場を二分したが、R-1820が大径シリンダーの単列9気筒を採ったのに対し、R-1830は小径シリンダーの複列14気筒と対照的な設計を採用している。

## 派生型
数多くの派生型が存在する。
- R-1830-1 - 800 hp (597 kW)
- R-1830-9 - 850 hp (634 kW), 950 hp (708 kW)
- R-1830-11 - 800 hp (597 kW)
- R-1830-13 - 600 hp (447 kW), 900 hp (671 kW), 950 hp (708 kW), 1,050 hp (783 kW)
- R-1830-17 - 1,200 hp (895 kW)
- R-1830-21 - 1,200 hp (895 kW)
- R-1830-25 - 1,100 hp (820 kW)
- R-1830-33 - 1,200 hp (895 kW)
- R-1830-35 - 1,200 hp (895 kW) GE B-2 排気タービン過給器搭載
- R-1830-41 - 1,200 hp (895 kW) GE B-2 排気タービン過給器搭載
- R-1830-43 - 1,200 hp (895 kW)
- R-1830-45 - 1,050 hp (783 kW)
- R-1830-49 - 1,200 hp (895 kW)
- R-1830-64 - 850 hp (634 kW), 900 hp (671 kW)
- R-1830-65 - 1,200 hp (895 kW)
- R-1830-66 （社名称：SC-G） - 1,000 hp (746 kW), 1,050 hp (783 kW), 1,200 hp (895 kW)
- R-1830-72 - 1,050 hp (783 kW)
- R-1830-76 （社名称：SSC5-G） - 1,200 hp (895 kW)
- R-1830-82 - 1,200 hp (895 kW)
- R-1830-86 （社名称：SSC7-G） - 1,200 hp (895 kW)
- R-1830-88 - 1,200 hp (895 kW)
- R-1830-90 （社名称：S3C4-G） - 1,200 hp (895 kW)
- R-1830-90-B - 1,200 hp (895 kW)
- R-1830-92 - 1,200 hp (895 kW)
- R-1830-94 - 1,350 hp (1,007 kW)
- R-1830-S1C3-G - 1,050 hp (783 kW), 1,200 hp (895 kW)
- R-1830-S3C4 - 1,200 hp (895 kW)
- R-1830-S6C3-G - 1,100 hp (820 kW)
- R-1830-SC2-G - 900 hp (671 kW), 1,050 hp (783 kW)
- R-1830-SGC-3 - 1,065 hp (749 kW) スウェーデン製のユニットはSFA社でライセンス生産されフィンランドのVL Myrsky IIに搭載された。

## 主要諸元

### R-1830-86
- 社内名称：SSC7-G
- タイプ：空冷二重星型14気筒
- ボア×ストローク：140 mm×140 mm
- 排気量：30 L
- 全長：1,713 mm
- 直径：1,224 mm
- 乾燥重量：708 kg
- 過給機：遠心式スーパーチャージャー2段2速
- 燃料供給方式：キャブレター
- 離昇馬力：1,200 hp / 2,700 rpm
- 高度馬力
  - 1,100 hp / 2,500 rpm（高度 1,070 m）
  - 1,000 hp / 2,500 rpm（高度 5,790 m）

### R-1830-S1C-G

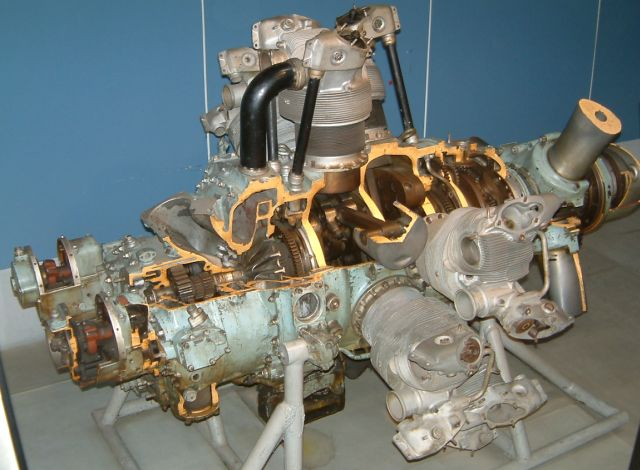
Pratt & Whitney R-1830 "ツイン ワスプ" (断面)

出典： 
諸元
- タイプ： 14気筒空冷星型2ルーツ式スーパーチャージャー使用
- シリンダー直径： 5.5 in (139.7 mm)
- ストローク： 5.5 in (139.7 mm)
- 体積： 1,829.4 in³ (30 l)
- 全長： 59.06 in (1,500 mm)
- 直径： 48.03 in (1,220 mm)
- 重量： 1,250 lb (567 kg)

機構
- バルブ: シリンダ毎に2個のオーバーヘッドバルブ
- スーパーチャージャー： 単一速度型ゼネラル・エレクトリック社製、遠心圧縮式過給機, 減速比7.15:1
- 燃料システム： 2バレル型ストロンバーグ気化器
- 燃料： 95 - 100 オクタンガソリン
- 冷却システム： 空冷
- 減速機： 遊星歯車、減速比2:3

性能
- 出力： 1,200 hp (895 kW) 2,700 rpm（離陸時）、700 hp (522 kW) 2,325 rpm（高度13,120 ft (4,000 m)で巡航時）
- 比出力： 0.66 hp/in³ (29.83 kW/l)
- 圧縮比： 6.7:1
- 正味燃料消費率： 0.49 lb/(hp·h) (295 g/(kW·h))
- 出力重量比： 0.96 hp/lb (1.58 kW/kg)

## 搭載機種
- ボーフォート (オーストラリア製のみ)
- MB.170
- CBY-3
- CA-12
- CA-4 / CA-11
- B-24
- PBY
- PB2Y
- PB4Y-2
- P-36
- C-47
- DC-3
- A-20/DB-7（初期型のみ）

- TBD
- FFVS J22
- フォッカー D.XXI
- F4F
- LeO 453

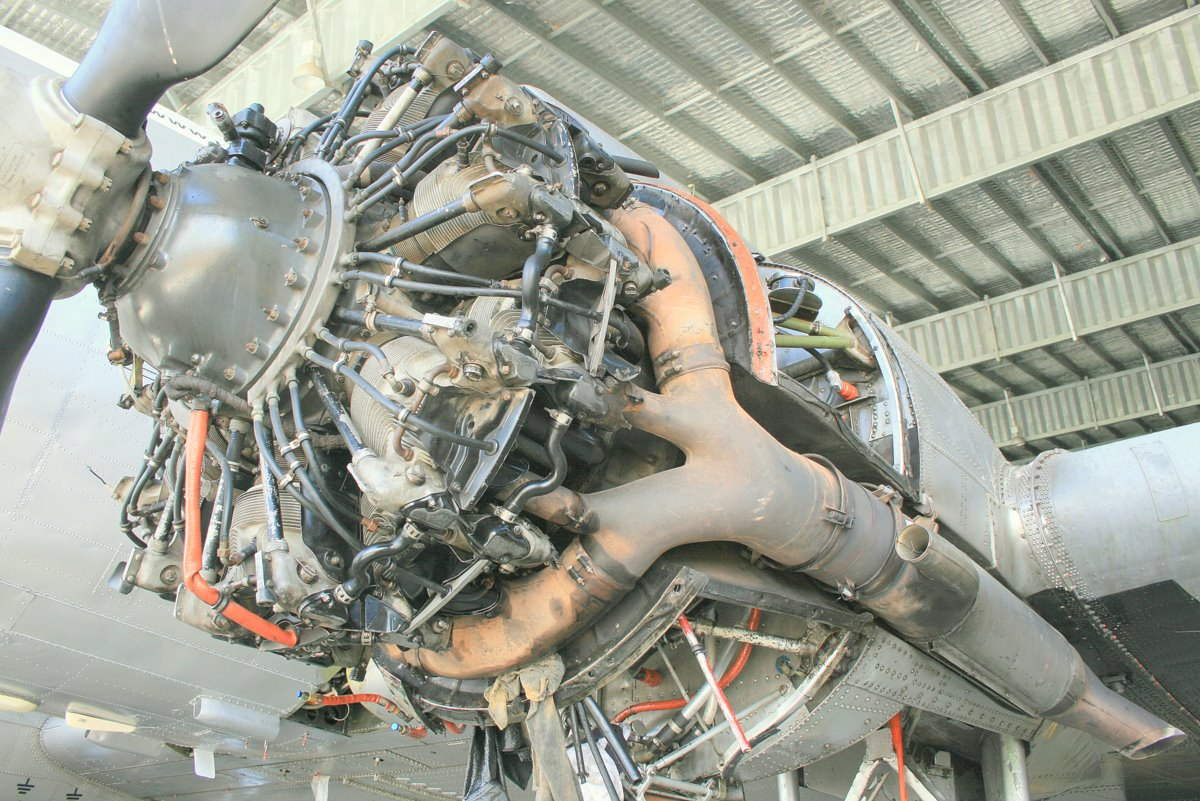
整備中のR-1830
退役したダグラス C-47の左翼側

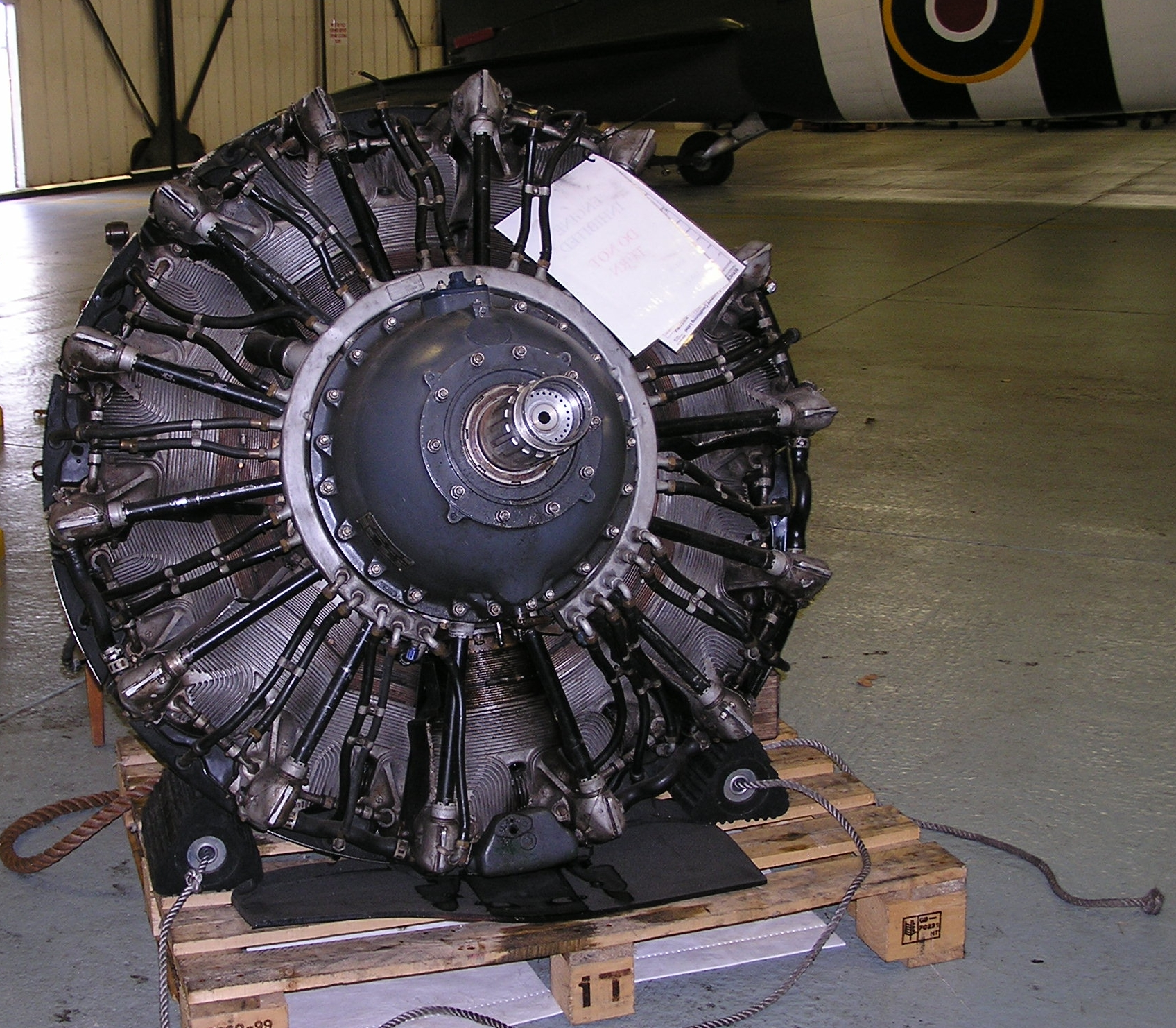
整備のために降ろされたダコタ用のツインワスプ
英空軍 Coningsby 基地

- Li-3 - A（ユーゴスラビア向け Li-2）
- メリーランド
- P-43
- J17
- J17
- サンダーランド Mk.V
- P-35
- ウェリントン Mk.IV
- VL ミルスキ
- P-66
- 零式艦上戦闘機の複数の復元機

## ワスプシリーズ
- R-1340 ワスプ
- R-985 ワスプ・ジュニア
- R-1535 ツインワスプ・ジュニア
- R-2800 ダブルワスプ
- R-4360 ワスプ・メジャー